# Risso (Urugwaj)
Risso – miasto w Urugwaju, w departamencie Soriano.